# Osório (microregio)
Osório is een van de 35 microregio's van de Braziliaanse deelstaat Rio Grande do Sul. Zij ligt in de mesoregio Metropolitana de Porto Alegre en grenst aan de microregio's Araranguá (SC), Gramado-Canela, Litoral Lagunar, Porto Alegre en Vacaria. De microregio heeft een oppervlakte van ca. 8.773 km². In 2005 werd het inwoneraantal geschat op 325.130.
Drieëntwintig gemeenten behoren tot deze microregio:
- Arroio do Sal
- Balneário Pinhal
- Caraá
- Capivari do Sul
- Capão da Canoa
- Cidreira
- Dom Pedro de Alcântara
- Imbé
- Itati
- Mampituba
- Maquiné
- Morrinhos do Sul
- Mostardas
- Osório
- Palmares do Sul
- Santo Antônio da Patrulha
- Tavares
- Terra de Areia
- Torres
- Tramandaí
- Três Cachoeiras
- Três Forquilhas
- Xangri-lá

Mesoregio's: Centro Ocidental Rio-Grandense · Centro Oriental Rio-Grandense · Metropolitana de Porto Alegre · Nordeste Rio-Grandense · Noroeste Rio-Grandense · Sudeste Rio-Grandense · Sudoeste Rio-Grandense

Microregio's: Cachoeira do Sul · Camaquã · Campanha Central · Campanha Meridional · Campanha Ocidental · Carazinho · Caxias do Sul · Cerro Largo · Cruz Alta · Erechim · Frederico Westphalen · Gramado-Canela · Guaporé · Ijuí · Jaguarão · Lajeado-Estrela · Litoral Lagunar · Montenegro · Não-Me-Toque · Osório · Passo Fundo · Pelotas · Porto Alegre · Restinga Seca · Sananduva · Santa Cruz do Sul · Santa Maria · Santa Rosa · Santiago · Santo Ângelo · São Jerônimo · Serras de Sudeste · Soledade · Três Passos · Vacaria